# 米哈伊爾·米哈伊洛維奇·格拉西莫夫 (人類學家)

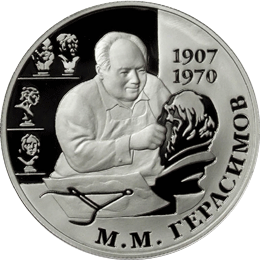
俄罗斯发行的格拉西莫夫纪念币

米哈伊尔·米哈伊洛维奇·格拉西莫夫（羅馬化：Mikhail Mikhaylovich Gerasimov；1907年9月2日—1970年7月21日），苏联人类学家、考古学家、雕塑家。他发现了西伯利亚中南部的马利塔-布列季文化，并根据人类学、考古学、古生物学和法医学的发现开发了第一种法医雕塑技术。他研究了头骨，并仔细重建了200多人的面孔，从最早挖掘的智人和尼安德特人，到中世纪的君主和政要，包括帖木儿、智者雅罗斯拉夫、伊凡四世和弗里德里希·席勒。1941年6月20日，格拉西莫夫参与了开启帖木儿古尔-埃米尔陵的考古活动，两天后纳粹德国入侵苏联，引发帖木儿诅咒的传说。